# CLDN5
클라우딘 5(claudin-5)는 인간에서 CLDN5 유전자에 의해 암호화되는 단백질이다. 클라우딘 그룹에 속한다. 

## 기능
이 유전자는 클라우딘 패밀리의 구성원을 암호화한다. 클라우딘은 필수적인 막 단백질 및 견고 접합 가닥의 구성 요소이다. 견고 접합 가닥은 용질 및 물이 상피 또는 내피 세포 사이의 파라셀(paracell) 공간을 자유롭게 통과하는 것을 방지하기 위한 물리적 장벽으로서 작용한다. 이 유전자의 돌연변이는 velocardiofacial 증후군 환자에서 발견되었다.

## 상호 작용
CLDN5는 CLDN1 및 CLDN3과 상호 작용하는 것으로 나타났다. 